# Aníbal Paz
Aníbal Paz   (Montevideo, 21 de maig de 1917 - Montevideo, 21 de març de 2013) fou un futbolista uruguaià de la dècada de 1940.
Fou 22 cops internacional amb la selecció de l'Uruguai. Pel que fa a clubs, defensà els colors de Club Nacional de Football, on passà la major part de la seva carrera.